# Observatoire de rayons cosmiques
En astronomie, un observatoire de rayons cosmiques est un observatoire astronomique spécialisé dans la détection des particules à haute, voire très haute, énergie appelées rayons cosmiques.

## Observatoire terrestres
La méthode la plus courante pour détecter ces particules est l'observation de l'effet Tcherenkov produit lors du passage d'un rayon cosmique dans un milieu où il se déplace plus vite que la lumière, typiquement l'eau, l'atmosphère et surtout le plastique dans les détecteurs à scintillations. Cet effet étant relativement difficile à observer ou très étendu comme les grandes cascades cosmiques, de tels observatoires couvrent généralement une surface au sol considérable.

## Observatoire spatiaux
Comme au sol l'observation des rayons cosmiques peut être directe ou indirecte :
- Mesure directe : calorimètre (par exemple instrument Calorimetric Electron Telescope)
- Mesure indirecte par observation de l'effet Tcherenkov des rayons cosmiques pénétrant dans l'atmosphère terrestre (par exemple instrument JEM-EUSO)

## Objectifs
À partir de ces observations, on espère entre autres pouvoir expliquer comment la limite GZK peut être violée. Le GLAST (observatoire spatial) et l'observatoire Pierre Auger (observatoire terrestre) sont à l'heure actuelle (2007) les principaux observatoires dédiés à ces études.

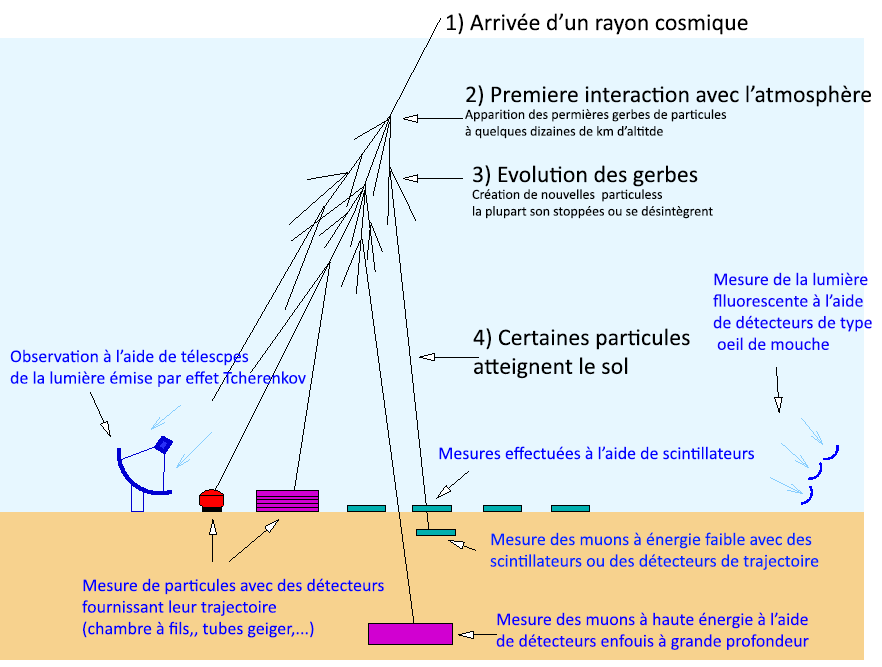
Les différents types de détecteurs permettant d'étudier les rayons cosmiques depuis un observatoire terrestre.

## Principaux observatoires de rayons cosmiques
| Désignation               | Organisation               | Site                            | Type détecteur                                                       | Dates fonctionnement | Ouverture effective km² | Nombre évts UHE / an E > 5 x 1019 eV |
| ------------------------- | -------------------------- | ------------------------------- | -------------------------------------------------------------------- | -------------------- | ----------------------- | ------------------------------------ |
| AGASA                     | Université de Tokyo        | Yamanashi (Japon)               | Réseau de détecteurs terrestres                                      | 1990-2004            | 150                     | 2                                    |
| HiRes                     | Université de l'Utah       | Utah (États-Unis)               | Télescope à fluorescence terrestre                                   | 1997-2006            | 500                     | <1                                   |
| Observatoire Pierre-Auger | Consortium international   | (Argentine)                     | Réseau de détecteurs terrestres + Télescope à fluorescence terrestre | 2005-                | 3 000                   | 60                                   |
| Télescope Array           | Consortium                 | Utah (États-Unis)               | Réseau de détecteurs terrestres + Télescope à fluorescence terrestre | 2007-                | 570                     | 10                                   |
| JEM-EUSO                  | Consortium international   | Station spatiale internationale | Télescope spatial (fluorescence)                                     | 2020(prévisionnel)-  | 130 000                 | 600 (uniquement de nuit)             |
| NMDB                      | Regroupement international | environ 20 pays                 | Réseau de détecteurs terrestres (BP28-NM64, 3-HE LND, IGY, mini NM)  | 1957-                | sans objet              | sans objet                           |